# Palmatorappia solomonis
A Palmatorappia solomonis  a kétéltűek (Amphibia) osztályába, a békák (Anura) rendjébe és a Ceratobatrachidae családba tartozó faj.

## Előfordulása
A trópusi övezetbe fekvő Salamon-szigetek dzsungelei adnak otthont e békafajnak.

## Megjelenése
Színe zöld, fekete pöttyökkel tarkítva. Szeme kék.

## Életmódja
Életmódjáról alig tudunk valamit.